# Madama Butterfly
Madama Butterfly je opera v treh dejanjih Giacoma Puccinija.

## Nastanek
Skladatelj je bil ob ogledu dramske uprizoritve enodejanke Madama Butterfly ameriškega pisatelja Davida Belasca tako pretresen in prevzet, da se je v hipu odločil za uglasbitev te tragične zgodbe o ljubezni prevarane Japonke. 
Po privolitvi pisatelja je začel razmišljati o zasnovi novega dela, ki naj bi bilo sprva enodejanka s prologom. Leto dni kasneje je pri svojih libretistih Luigiju Illici in Giussepeju Giacosi naročil operno besedilo, za katerega pa se je kasneje odločil, da bo sestavljeno v treh dejanjih.
Prvo izvedbo Madama Butterfly je Puccini zaupal milanski Scali, kjer so v premierni zasedbi nastopali najboljši pevci, zato je bil Puccini prepričan, da bo doživel velikanski uspeh. Zgodilo pa se je ravno nasprotno. Na krstni predstavi 17. februarja 1904 ga je občinstvo izžvižgalo. Kritiki so mu očitali neizvirnost in plagiatorstvo. Vse skupaj pa naj bi temeljilo na spletkah in zavisti njegovih poklicnih rivalov, čeprav je imela prva verzija opere z dvema dejanjema nekaj pomanjkljivosti. Te pa je Puccini odpravil s predelavo in tako je opera dobila tri dejanja in že čez nekaj mesecev je uprizoritev v Brescii požela izjemen uspeh. Leto pozneje so Madama Butterfly uprizorili v londonskem Covent Gardnu, sledili sta premieri v Parizu (leta 1906) in Berlinu (leta 1907). V Ljubljani pa je opera prvič zaživela leta 1908. V deželnem gledališču v Ljubljani je bila opera predstavljena kot Gospa Metuljček oziroma Metuljeva, v poznejših izvedbah je postala Madame Butterfly v letu 2017 pa je v izvedbi SNG Opera in balet Ljubljana v režiji Vinka Möderndorferja predstavljena kot Madama Butterfly. .

## Osebe
- Čo-čo-san (Madama Butterfly), gejša - sopran
- Suzuki, njena družica - mezzosopran
- B. F. Pinkerton, poročnik ameriške mornarice - tenor
- Sharpless, ameriški konzul v Nagasakiju - bariton
- Goro - tenor
- princ Yamadori - tenor
- Bonzo, Čo-čo-sanin stric - bas
- Yakuside - bas
- Kate Pinkerton - mezzosopran
- uradnik registrature
- Čo-čo-sanin otrok, mati, prijatelji, sorodniki, služabniki

## Vsebina
Zgodba se dogaja v Nagasakiju.

### Prvo dejanje
Poročnik ameriške vojske Benjamin Pinkerton se po japonskem običaju poroči z gejšo Čo-čo-san (Madame Butterfly). Nevestin stric Bonzo, budistični svečenik, prekolne Čo-čo-san, ker je prestopila v krščansko vero.

### Drugo dejanje
Pretekla so tri leta. Butterfly s svojim sinom in služkinjo Suzuki zvesto čaka na moževo vrnitev. Obišče jih Sharpless. Pinkerton jih je v pismu obvestil, da prihaja, z njim pa njegova ameriška soproga. Butterfly noče verjeti, da jo je mož zapustil, saj je prepričana, da Pinkerton ne bo zanikal njunega otroka. V tistem strel iz pristanišča naznani prihod bojne ladje, ki ji poveljuje Pinkerton.

### Tretje dejanje
Butterfly z velikim vznemirjenjem sprejme Pinkertonov prihod. Zunaj čaka nova Pinkertonova žena, ki hoče s seboj odpeljati moževega otroka. Pinkerton nima moči in hrabrosti, da bi se srečal z Butterfly, zato se raje umakne. V prostor stopi vznemirjena Čo-čo-san. Ko zagleda tujo žensko, Pinkertona pa nikjer, spozna resnico. Odloči se, da bo otroka pustila oditi z očetom. Poslovi se od sina, nato pa ji služkinja Suzuki pomaga pri obredu smrti. Z očetovim rezilom naredi harakiri. V hišo plane Pinkerton, a ostane mu le še pogled na umirojočo Butterfly.